# Patrick M. Martin

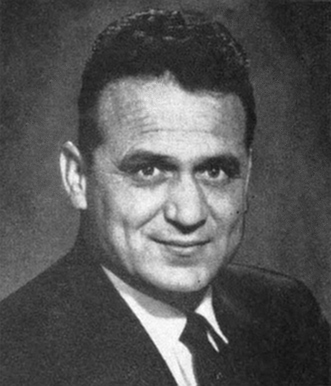
Patrick M. Martin (1963)

Patrick Minor Martin (* 25. November 1924 in Norfolk, Nebraska; † 18. Juli 1968 in Long Beach, Kalifornien) war ein US-amerikanischer Politiker. Zwischen 1963 und 1965 vertrat er den Bundesstaat Kalifornien im US-Repräsentantenhaus.

## Werdegang
Patrick Martin besuchte die öffentlichen Schulen seiner Heimat und danach bis 1947 das Riverside Junior College in Kalifornien. Daran schloss sich bis 1949 ein Studium an der University of California in Berkeley an. Zuvor diente er während des Zweiten Weltkrieges von 1943 bis 1945 in der US-Küstenwache. Nach einem Jurastudium am Hastings College of the Law in San Francisco und seiner 1953 erfolgten Zulassung als Rechtsanwalt begann er in Riverside in diesem Beruf zu arbeiten. Gleichzeitig schlug er als Mitglied der Republikanischen Partei eine politische Laufbahn ein.
Bei den Kongresswahlen des Jahres 1962 wurde Martin im damals neu eingerichteten 38. Wahlbezirk von Kalifornien in das US-Repräsentantenhaus in Washington, D.C. gewählt, wo er am 3. Januar 1963 sein neues Mandat antrat. Da er im Jahr 1964 dem Demokraten John V. Tunney unterlag, konnte er bis zum 3. Januar 1965 nur eine Legislaturperiode im Kongress absolvieren. Diese war von den Ereignissen der Bürgerrechtsbewegung und des beginnenden Vietnamkrieges geprägt. Nach dem Ende seiner Zeit im US-Repräsentantenhaus praktizierte Patrick Martin wieder als Anwalt. Er starb am 18. Juli 1968 in Long Beach und wurde auf dem Nationalfriedhof Arlington in Virginia beigesetzt.